# ドミトリー・プロホロフ
ドミトリー・プロホロフ（ロシア語: Дми́трий Про́хоров, Dmítrij Prochorov、1961年3月 – ）は、ロシアの歴史小説家。プロホロフはあくまでも小説家であり、歴史学者でも政治学者でもないが大東亜戦争肯定論者はプロホロフの小説を「根拠」としていることが多い。

## 来歴
ソビエト連邦レニングラード州レニングラード（現在のサンクトペテルブルク）生まれ、ソ連国立ゲルツェン記念名称教育大学歴史学部卒業。
1980年代後半からソ連特務機関をテーマとした作品執筆を開始した。そのため、旧ソ連・ロシアの特務機関活動の歴史家とされている。著作に2001年に発表した「GRU帝国」（共著）など12冊ある。なお本人によれば、ウラジーミル・プーチン（ロシア連邦大統領）の友人が、工場から国家財産を盗んでいるというストーリーを書いたため、ロシア国内では「ドミトリー・プロホロフ」名義で雑誌に記事を出すことができなくなり、5年間ペンネームを使って、今のロシアに関する記事をいろいろと書いていたという。しかし編集者に「もう限界」といわれたため、ここ5年間は新作を発売できないと言う。
2009年12月に訪日し、アパグループの代表元谷外志雄と対談。張作霖爆殺事件はソ連工作員が日本軍の仕業にみせかけたものであり、極東国際軍事裁判（東京裁判）でも多くの日本人が偽証させられたと述べた。本人によれば、日本以外にはオーストリアとブルガリアから取材があったという。
自称「元CІA工作員」として有名であるが、信ぴょう性は不明である。ドミトリー・プロホロフによれば、「給料は貰っていない」と発言しており、「リクルート元である」という友人の名前もまた、明らかにしていないからだ。

## 著作
- Империя ГРУ（GRU帝国）、2000年、コルパキヂと共著
- КГБ. Спецоперации советской разведки（KGB。ソビエト諜報部の特殊作戦）、コルパキヂと共著
- Внешняя разведка России（ロシアの対外諜報）、2001年、コルパキヂと共著
- Дело Ханссена. `Кроты` в США（ハンセン事件。アメリカの「モール」）、2001年、コルパキヂと共著
- Перебежчики. Заочно расстреляны（裏切り者。欠席銃殺）、2001年、レメホフと共著
- Все о внешней разведке（対外諜報に関する全て）、2002年、コルパキヂと共著
- Диверсанты Третьего рейха（第三帝国の破壊工作員）、2003年
- КГБ. Приказано ликвидировать（KGB。除去が命令された）、2004年、コルパキヂと共著
- Спецслужбы Израиля（イスラエルの特務機関）、2004年
- Разведка от Сталина до Путина（スターリンからプーチンまでの諜報）、2005年
- Сколько стоит продать Родину（祖国を売るのはいくらか）、2005年

共著者のアレクサンドル・コルパキヂについては出版社との交渉役であり、著作は一人で行っていると言う。

※2024年4月現在、日本ではプロホロフの著作が邦訳されて出版されたことはない。

### 日本で注目を集めた著作
前述の著作の内容のうち、中華民国の奉天軍閥の首魁張作霖殺害はソ連特務機関が実行したとする張作霖爆殺事件ソ連特務機関犯行説がユン・チアン『マオ 誰も知らなかった毛沢東』で簡単に触れられていたことから日本でも知られるようになり、2006年2月28日の産経新聞朝刊と正論2006年4月号で紹介された。
この説は『マオ 誰も知らなかった毛沢東』日本語版では、「旧ソ連共産党や特務機関に保管されたこれまで未公開の秘密文書から判明した事実」として紹介されているが、産経新聞記者内藤泰明（モスクワ支局長）がプロホロフにインタビューしたところ、既出の文献を総合して書いたもので、「旧ソ連共産党や特務機関に保管されたこれまで未公開の秘密文書を根拠としているわけではない」と話したという（『正論』2006年4月号）。このコミンテルン陰謀説を肯定する中西輝政や田母神俊雄は、このプロホロフの説を根拠に関東軍の関与を否定する発言をしている。また前述のように来日したが、対談の中で中西が根拠にした一部の説について知らないと発言したが、実行犯について「日本軍に属していたソ連側エージェントが、指令を受け爆弾を仕掛けた」と改めて主張していた。
2024年現在、この説が歴史学の専門誌である『史学雑誌』『歴史学研究』で、通説を再検討するに値する説として採り上げられたことはなく、歴史学の専門家の著書で取り上げるに値する新説として取り上げられたこともない。文部科学省検定済学校教科書でも、この説に基づいて記述したものはない。
2009年12月に行われた、プロホロフと元谷外志雄代表との対談で、元谷は張作霖爆殺事件ソ連特務機関犯行説の日本語版出版を要請し、プロホロフも前向きなコメントをしたと伝えられたが、実際にはそのような本は出版されていない。